# Wielomiany Zernikego
Wielomiany Zernikego są zbiorem wielomianów ortogonalnych wewnątrz koła jednostkowego wprowadzonych przez Fritsa Zernike.

## Definicja
Wielomiany Zernikego zdefiniowane są w postaci zespolonej:
{\displaystyle V_{n}^{\pm m}(\rho ,\theta )=R_{n}^{m}(\rho )\,\exp(\pm jm\theta ),}
gdzie:
{\displaystyle n,m} są liczbami naturalnymi takimi, że {\displaystyle 0\leqslant m\leqslant n,} oraz {\displaystyle n-m} jest parzyste,
{\displaystyle \rho ,\theta } są współrzędnymi biegunowymi punktu (odpowiednio długością promienia wodzącego i wartością kąta skierowanego).
{\displaystyle R_{n}^{m}(\rho )} jest wielomianem radialnym postaci:
{\displaystyle R_{n}^{m}(\rho )=\sum _{s=0}^{\frac {n-m}{2}}(-1)^{s}{\frac {(n-s)!}{s!({\frac {n+m}{2}}-s)!({\frac {n-m}{2}}-s)!}}\rho ^{n-2s}.}
Czasami spotyka się również definicję wielomianów Zernikego w postaci rzeczywistej. Wyróżnia się parzyste i nieparzyste wielomiany Zernikego
{\displaystyle Z_{n}^{m}(\rho ,\theta )=R_{n}^{m}(\rho )\,\cos(m\,\theta )} – wielomian parzysty,
{\displaystyle Z_{n}^{-m}(\rho ,\theta )=R_{n}^{m}(\rho )\,\sin(m\,\theta )} – wielomian nieparzysty.

## Przykłady
Kolejne wielomiany Zernike mają rozwinięcie
| {\displaystyle V_{0}^{0}} | {\displaystyle 1}                                        |
| {\displaystyle V_{1}^{1}} | {\displaystyle \rho \exp(j\theta )}                      |
| {\displaystyle V_{2}^{0}} | {\displaystyle 2\rho ^{2}-1}                             |
| {\displaystyle V_{2}^{2}} | {\displaystyle \rho ^{2}\ \exp(j2\theta )}               |
| {\displaystyle V_{3}^{1}} | {\displaystyle (3\rho ^{3}-2\rho )\ \exp(j\theta )}      |
| {\displaystyle V_{3}^{3}} | {\displaystyle \rho ^{3}\ \exp(j3\theta )}               |
| {\displaystyle V_{4}^{0}} | {\displaystyle 6\rho ^{4}-6\rho ^{2}+1}                  |
| {\displaystyle V_{4}^{2}} | {\displaystyle (4\rho ^{4}-3\rho ^{2})\ \exp(j2\theta )} |
| {\displaystyle V_{4}^{4}} | {\displaystyle \rho ^{4}\ \exp(j4\theta )}               |

Mapy jasności niektórych wielomianów Zernikego:
|                   | {\displaystyle V_{2}^{0}} | {\displaystyle V_{2}^{2}} | {\displaystyle V_{3}^{1}} | {\displaystyle V_{3}^{3}} | {\displaystyle V_{4}^{0}} |
| ----------------- | ------------------------- | ------------------------- | ------------------------- | ------------------------- | ------------------------- |
| Część rzeczywista |                           |                           |                           |                           |                           |
| Część urojona     |                           |                           |                           |                           |                           |

## Własności
Wielomiany radialne są ortogonalne:
{\displaystyle \int \limits _{0}^{1}\rho R_{n}^{m}(\rho )\ R_{n'}^{m}(\rho )\ d\rho ={\frac {1}{2(n+1)}}\delta _{nn'}}
gdzie {\displaystyle \delta _{nn'}} oznacza deltę Kroneckera.
Podobnie, ortogonalność zachodzi dla wielomianów Zernikego:
{\displaystyle \iint \rho [V_{n}^{m}(\rho ,\theta )]^{*}\ V_{p}^{q}(\rho ,\theta )\ d\rho d\theta ={\frac {\pi }{n+1}}\delta _{nm}\delta _{pq}}
Wielomiany te posiadają również własność rotacyjną
{\displaystyle V_{n}^{m}(\rho ,\theta +\alpha )=V_{n}^{m}(\rho ,\theta )\exp(jm\alpha )}
co oznacza, że ich moduł jest niezależny od obrotu:
{\displaystyle |V_{n}^{m}(\rho ,\theta +\alpha )|=|V_{n}^{m}(\rho ,\theta )|.}
Sprzężenie wielomianu Zernikego ma wartość:
{\displaystyle (V_{n}^{m}(\rho ,\theta ))^{*}=V_{n}^{-m}(\rho ,\theta )}

## Zastosowanie
W optyce, wielomiany Zernikego stosuje się do opisu aberracji soczewek.
Wielomiany Zernikego znalazły też zastosowanie w cyfrowym przetwarzaniu obrazów, do dekompozycji obrazów na tzw. momenty Zernikego.